# Дегтярёв, Александр Леонтьевич
Александр Леонтьевич Дегтярёв (1946—2020) — советский и российский музыкант, музыкальный педагог, музыкально-общественный деятель, ректор МГИМ имени А. Г. Шнитке (и.о. 2004-2006; 2006-2015).

## Биография
Родился в 1946 году.
В 1970 году — окончил Дальневосточный государственный институт искусств по специальности «Хоровое дирижирование».
С 1984 по 1989 годы — работал инспектором Отдела средних специальных учебных заведений Главного управления учебных заведений и научных учреждений Министерства культуры РСФСР.
С 1989 года — работал в МГИМ имени А. Г. Шнитке; с 2004 — и. о. ректора, с 2006 по 2015 — ректор института.
В 1995 году — защитил кандидатскую диссертацию, тема: «Совершенствование учебно-воспитательного процесса в музыкальных училищах (колледжах) на современном этапе».
В 1991 году — создал уникальный ансамбль флейтистов, не раз становившийся лауреатом международных, российских и региональных конкурсов.
Александр Леонтьевич Дегтярёв умер 5 октября 2020 года.

## Научная деятельность
Автор около 40 научно-методических статей, составитель учебных программ, выступал с лекциями на различных конференциях по вопросам совершенствования музыкального образования.

## Награды
- Заслуженный работник культуры Российской Федерации (2002)[2]
- Медаль «В память 850-летия Москвы» (1997)
- Благодарность Президента Российской Федерации (2014)[3]
- Грамота Министерства культуры РСФСР и ЦК профсоюзов работников культуры (1989)